# Nihilizmus

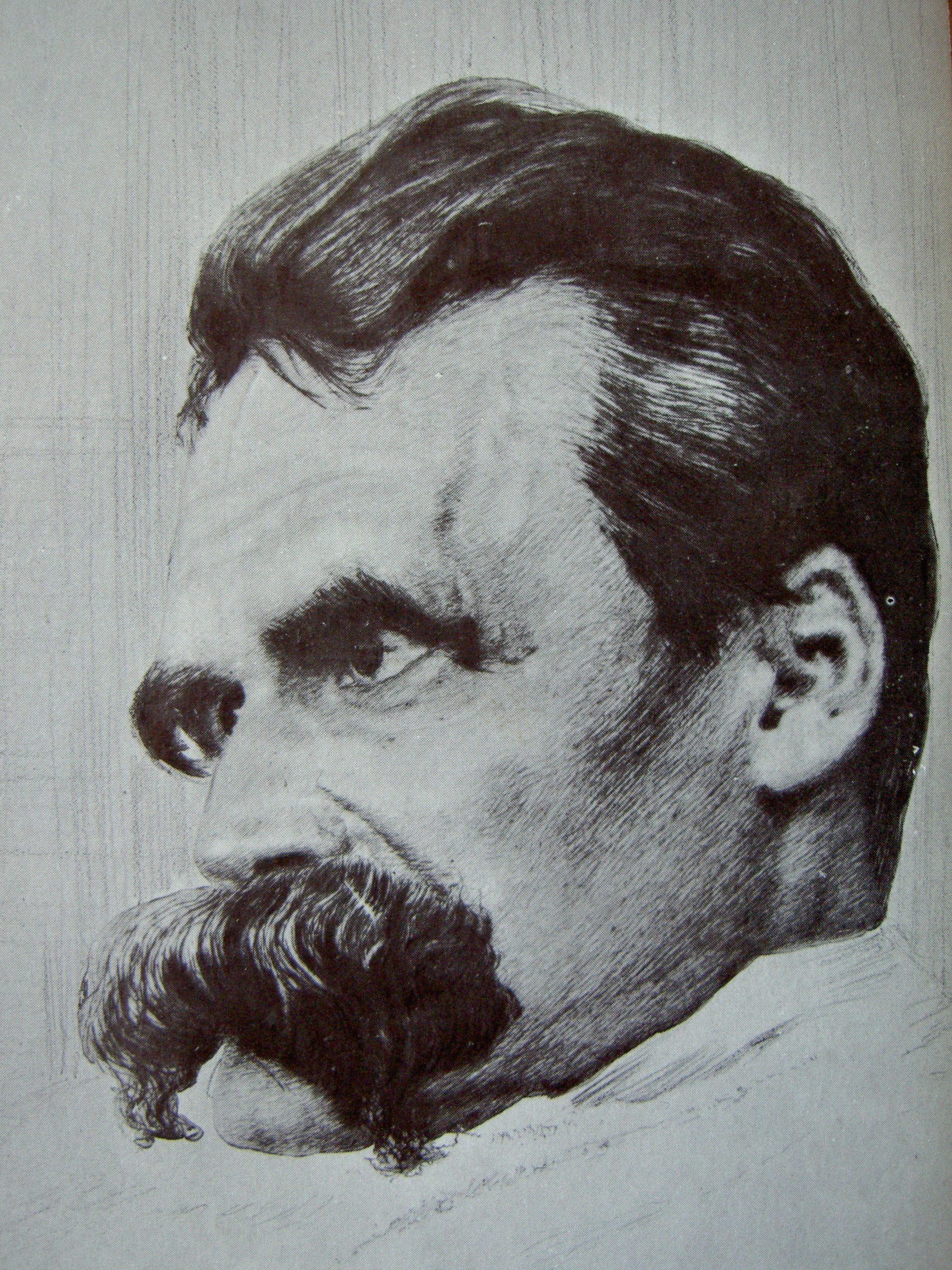
A nihilizmust leggyakrabban Friedrich Nietzsche nevével hozzák összefüggésbe, aki szerint nincs szerkezet vagy cél e világon, csak amit mi adunk meg

A nihilizmus egy olyan filozófiai felfogás, eszmerendszer, amely a társadalmi értékeket és normákat, minden elvet, szabályt, erkölcsi követelményt, törvényt tagad, mivel mindenféle értelem, értelmezés vagy értékelés hiábavaló. A cselekvés hiábavalóságát, a lét teljes értelmetlenségét, az emberi haladás hiányát hirdeti.

## Jelentése
A szó eredete: nihil (semmi; lat.) +  ismus (doktrína, mozgás, gyakorlat; lat.), a tagadás szellemének uralomra jutásaként is emlegethetjük.
Az elnevezés megalkotója Friedrich Heinrich Jacobi (1743–1818) német teológus, de elterjedése főként Ivan Turgenyev 1862-es Apák és fiúk című regényének köszönhető.
A nihilisták eredetileg keresztény hittételek, vallási tanok tagadói voltak, azonban azóta a nihilizmus jelentésköre bővült, kiterjeszthető a totális tagadásra.
A nihilizmust leggyakrabban Friedrich Nietzsche nevével hozzák összefüggésbe, aki Európa „első tökéletes nihilistájának” vallotta magát. Szerinte az európai kultúra nihilistává vált, egyrészt azért, mert tagadja a fennálló értékeit, másrészről elveti az új értékek teremtésének feladatát. Minden „érték” csak egy konstrukció, ami önmagában semmi (nihil), léte csak az érték tételezőjének hatalmának függvénye. Úgy vélte, az Istenbe és az erkölcsi rendbe vetett hit többé nem tartható fönn, nincs szerkezet vagy cél e világon, csak amit mi adunk meg. A nihilizmus mint cél több aspektusban nyilvánulhat meg a közéletben:
- ismeretelméleti nihilizmus: tagadja a tudás és az igazság lehetőségét, a szélsőséges kételkedéshez kapcsolódik
- politikai nihilizmus: szorgalmazza a korábban létrehozott összes politikai, társadalmi és vallási rendelkezés megsemmisítését a jövőbeli fejlődéshez
- etikai nihilizmus vagy erkölcsi nihilizmus: elveti az abszolút etikai és erkölcsi értékeket; a jó és a rossz/gonosz fogalmát homályosnak tartja, az ezekhez kapcsolódó értékeket csupán az érzelmi és a társadalmi nyomás alakította ki
- egzisztenciális nihilizmus: azt mondja ki, hogy az életnek nincs belső értéke/értelme; az említettek közül a legismertebb vélekedés
- episztemológiai nihilizmus: lényegében a szkepticizmus egy formájaként azonosítható, mely azt mondja ki, hogy minden tudás definiálható hamisként, vagy úgy, hogy lehetetlenség igazságként bizonyítani
- mereológiai nihilizmus: szorosan kapcsolódik a mereológia alaptételéhez. A mereológia azt a sajátos viszonyt vizsgálja, amely az alkotórészek és az általuk alkotott egész közt áll fenn. A legismertebb mereológiai viszony az “eleme” reláció. Ebből következik, hogy a mereológiai nihilizmus azt mondja ki, hogy nincs olyan minket körülvevő materiális tárgy (akár térben, akár időben), amely tökéletes alkotórészekkel rendelkezne. Sem időbeli, sem pedig világi alkotóelemeket nem ismer el a tárgyak mögött, szerinte ezek csak az emberi észlelés téves koncepciói; semmi sem tökéletesen illő része semminek. Ha a valóság legapróbb alkotóelemei nem állnak össze egésszé, akkor valójában nem léteznek összetett egész tárgyak sem időben, sem térben.
- metafizikai nihilizmus: lényegében olyan filozófiai elképzelés, mely szerint lehetséges, hogy nem létezik semmi. Létezhet egy olyan világ, amelyben semmilyen objektum sincs, vagy legalábbis nem konkrét objektumokat tartalmaz. Ha ugyan minden lehetséges világ konkrét objektumokat tartalmaz, kell lennie legalább egynek, amelyben csak absztrakt objektumok léteznek. Ha egy valóságban végtelen sok dolog van, és valaki elvesz egyet, akkor kap egy másik világot anélkül, hogy helyettesítse az elvett objektumot. Aztán elvehet egy újabbat és még többet, egészen addig, amíg egy olyan világ marad csupán, mely teljesen üres.
- transzcendentális nihilizmus / metodológiai naturalizmus: Ray Brassier azt állítja, hogy a filozófia elkerülte a kipusztulás tragikus eszméjét, ehelyett inkább folyton igyekezett megtalálni az értelmet, jelentést egy olyan világban, amelyet a saját megsemmisülése és pusztulása határoz meg. Ezért Brassier kritizálja a kontinentális filozófiai mind fenomenológiai, mind hermeneutikai elveit. Szerinte a nihilizmus a valóság igazsága. Brassier Badiou és Laruelle műveiből arra a következtetésre jutott, hogy az univerzum a semmire alapul és a filozófiai csupán a pusztulás segédeszköze.

Kettős értéket hordoz: először is a „régi” értékek (moráliák alapján kialakított értékrendszer) teljes és maradéktalan lerombolásának szükségességét testesíti meg, másodszor azt mondja ki, hogy nem szabad hagyni, hogy a rendszerek tagadása negativista gondolatokat szüljön. A szellem szabad szárnyalását kívánják biztosítani az „aktív nihilisták”, akik szerint a világban végtelen sok lehetőség van, csak ki kell használni, míg a „passzív nihilisták” minden elvet tagadnak, és ez magába foglalja a gondatlanságot és önpusztítást.
A pszichiátriában a nihilizmus bizonyos mentális rendellenességekben fellépő olyan tapasztalat vagy élmény, hogy a világ vagy valakinek a teste vagy énje nem létezik.
E szerint a filozófiai álláspont szerint a természetben nincs jelen cél, értelem, jó és rossz az ember által felállított normák nélkül. Ez egy hozzáállás-filozófia, mivel nem egy szigorúan meghatározott irányzat megtagadása. A nihilizmus filozófiájába való eljutás minden gondolkodónak más, ugyanis nem mond semmit arról, hogy mit kellene tennünk. Ezen felfogás szerint létezik egy alkotó vagy legfőbb uralkodó, azonban nem létezik „morál”, valamint nem lehetséges létrehozni egy egységes, világi etikát.

## Politikai vonatkozásai - az orosz nihilista mozgalmak
A 19. században több politikai és ideológiai irányzatot is nihilizmus néven illettek. Elsősorban a különféle materialista irányzatokat és az anarchizmust sorolták ide, áttételesen valamennyi forradalmi és radikális nézetet. Csernisevszkij Sto gyelaty? (Mit tegyünk?) című regénye arra késztette Dosztojevszkijt, hogy több szépirodalmi művön keresztül (Feljegyzések az egérlyukból, Ördögök, A Karamazov testvérek) szálljon vitába az általa nihilistáknak nevezett szerzőkkel és közéleti szereplőkkel. 
Az 1860-as években bontakoztak ki Oroszországban olyan irányzatok, melyek megvetettek minden kormányt és irányítást. A cári elnyomó rendszer, az orosz gazdaságot kézben tartó arisztokrácia  és az egyház erőszakos természete ellen lázadók eleinte titkos csoportokba gyűltek, majd elindult a narodnyik mozgalom, ami már több eszmét ötvözött magában. Az orosz állam igyekezett elnyomni a politikai nihilistákat, akik végül II. Sándor cár meggyilkolásával híresültek el Európa szerte.  
Ide kapcsolódik magának a nihilizmusnak az elterjedése is, mely fogalom annak ellenére, hogy egy német teológus, bizonyos Friedrich Heinrich Jacobi (1743–1818) találmánya, Ivan Turgenev 1862-es Apák és fiúk novellájával híresült el leginkább. Ugyanis a történet főszereplője, Eugene Bazarov, magát nihilistaként mutatja be, megváltani, tanítani akarja az embereket. Ehhez szorosan kapcsolódva a menj a néphez, légy egy a néppel felfogás égisze alatt szerveződő mozgalmak, úgy mint a Csajkovszkij Kör, a Nép Akarata, illetve a Szabadság Földje együtt juttatták a nép eszméjét a tetőfokára az 1870-es években, mely jelenség ellen lépett fel az orosz állam, minek következményeit fentebb taglaltuk.

## Kulturális megjelenései

### Média
A televízióban a Seinfeld-show epizódjaiban jelent meg a nihilizmus oly módon, amely nyilvánvalóan megmutatta, hogy a nihilista filozófia szerint a lét értelmetlen, s mindezt ironikus humorral jelenítette meg.

### Dadaizmus
A dadaista mozgalom kiindulása az első világháború idejére tehető, amikor az emberek szembesültek a háború sújtotta területek után maradt ürességgel. Ez egy „anti-art”-mozgalom, és a dadaista művészet későbbi leértékelése miatt hívták sokan nihilista felfogásnak. Egyik jeles képviselője a mozgalomnak Tristan Tzara volt.

### Zene
Egyes punk zenekarok (pl. a Sex Pistols)  dalszövegeiben lelhető fel a jövőkép, a jövő hiánya, mely később a munkanélküliek és az elégedetlen fiatalok „jelszava” lett (no future). A nihilizmus eszméje gyakran megjelenik még black, doom és death metal zenekarok dalszövegeiben (lásd pl. a My Dying Bride-ot) illetve a gothic rock / dark wave műfajban és az ahhoz kapcsolódó gót szubkultúrában.
Az angol metalcore együttes, az Architects, All Our Gods Have Abandoned Us stúdióalbuma minden dalban a teljes ürességet fejezi ki. Ebben hatalmas hatással volt rájuk gitárosuk halála, amelyet dalaikban, erősen nihilista módon éltek meg és fejeztek ki.